# Paneuropeísmo

Bandera de la Unión Europea, utilizada como símbolo por los europeístas.

El paneuropeísmo, europeísmo o identidad paneuropea/europea, es el sentido de identificación personal con la Unión Europea y/o Europa, en un sentido cultural o político, así, su contraparte directa es el euroescepticismo. El concepto se discute en el contexto de la integración europea, históricamente en relación con propuestas hipotéticas, pero desde la formación de la Unión Europea en la década de 1990 cada vez más en relación con el proyecto de federalización cada vez mayor de la UE. Con él va relacionado el nacionalismo europeo y el federalismo europeo.  
El modelo de una unión "paneuropea" es el Imperio Carolingio, que unió a "Europa" en el sentido de la Cristiandad latina. 
La propuesta original para una Unión Paneuropea fue hecha en 1922 por Richard von Coudenhove-Kalergi. El término "paneuropeo" debe entenderse no como una referencia a la definición geográfica moderna del continente de Europa, sino en el sentido histórico de las partes occidentales de Europa continental que comparten la historia común de la Cristiandad latina, el Imperio Carolingio y los primeros tiempos modernos de los Habsburgo. Coudenhove-Kalergi vio al estado paneuropeo como una futura "quinta gran potencia", en oposición explícita a la Unión Soviética, "Asia", Gran Bretaña y los Estados Unidos (como tal, excluyendo explícitamente tanto a las islas británicas como a Europa del Este desde una noción de "paneuropeo").
Después de 1945, un proceso acelerado de integración europea culminó con la formación de la Unión Europea (UE) en 1993. En el período de 1995-2013, la UE se ha ampliado de 12 a 27 Estados miembros, mucho más allá de la zona prevista originalmente para el estado "paneuropeo" por Coudenhove- Kalergi (con la excepción de Suiza), sus Estados miembros que representan para una población de unos 448 millones (llegando a los 510 millones antes del Brexit), o dos tercios de la población de todo el continente. 
En la década de 1990 a 2000, hubo un movimiento activo hacia una federalización de la Unión Europea, con la introducción de símbolos e instituciones generalmente reservados para los estados soberanos, como la ciudadanía, una moneda única (utilizada por 20 de los 27 Estados), una bandera, himno y lema («In varietate concordia», "Unidos en la diversidad"). En 2004 se intentó introducir una Constitución europea, el cual no se ratificó ante la negativa de dos Estados; en cambio, el Tratado de Lisboa se firmó en 2007 con el fin de salvar algunas de las reformas que se habían previsto en la fallida Constitución. 
Un debate sobre la viabilidad y conveniencia de una "identidad paneuropea" o "identidad europea" ha tenido lugar en paralelo a este proceso de integración política. 
Una posible "identidad europea" futura se considera, en el mejor de los casos, como un aspecto de una "identidad multifacética" que aún involucra lealtades nacionales o regionales. Dos autores que escribieron en 1998 concluyeron que "a corto plazo parece que la influencia de este proyecto [de integración europea] solo influirá en la identidad europea en ciertos nichos limitados y de una manera muy modesta. Es dudoso que esto sirva para garantizar un proceso fluido de integración europea en curso y abordar con éxito los desafíos de las sociedades europeas multiculturales". Incluso en ese momento, el desarrollo de una identidad europea común se consideraba más bien un subproducto que el objetivo principal del proceso de integración europea, a pesar de que fue promovido activamente por los organismos de la UE y las iniciativas gubernamentales, como por parte de la Dirección General de Educación y Cultura de la Comisión Europea. Con el aumento del escepticismo de la UE y la oposición a la integración europea continua a principios de la década de 2010, la viabilidad y la conveniencia de tal "identidad europea" se ha puesto en tela de juicio.

## Historia del paneuropeísmo
El paneuropeísmo, tal como surgió a raíz de la Primera Guerra Mundial, derivó un sentido de identidad europea de la idea de una historia compartida, considerada como la fuente de un conjunto de "valores europeos" fundamentales.
Típicamente la "historia común" incluye una combinación de la Antigua Grecia y la Antigua Roma, el feudalismo de la Edad Media, la Liga Hanseática, el Renacimiento, la Era de la Ilustración, el liberalismo del siglo XIX y las diferentes formas de socialismo, cristianismo y secularismo, colonialismo y las guerras mundiales. 
El movimiento de unificación europeo más antiguo es la Unión Paneuropea, fundada en 1923 con la publicación del libro Paneuropa de Richard von Coudenhove-Kalergi, quien también se convirtió en su primer presidente (1926-1972), seguido por Otto von Habsburg (1973-2004) y Alain Terrenoire (desde 2004). Este movimiento inició y apoyó el "proceso de integración" llevado a cabo después de la Segunda Guerra Mundial, que finalmente condujo a la formación de la Unión Europea. "Paneuropeos" notables incluyen a Konrad Adenauer, Robert Schuman y Alcide De Gasperi.

## Valores europeos
Especialmente en Francia, "la idea europea" (l'idée d'Europe) está asociada con valores políticos derivados de la Era de la Ilustración y el republicanismo que surgió de la Revolución Francesa y las Revoluciones de 1848 en lugar de con la identidad personal o individual formada por cultura o etnia (por no hablar de una construcción "paneuropea" que incluye aquellas áreas del continente que nunca se vieron afectadas por el racionalismo o el republicanismo del siglo XVIII).
La frase "valores europeos" surge como un neologismo político en la década de 1980 en el contexto del proyecto de integración europea y la futura formación de la Unión Europea. La frase fue popularizada por el Estudio Europeo de Valores, un programa de investigación a largo plazo iniciado en 1981, con el objetivo de documentar la perspectiva de los "valores humanos básicos" en las poblaciones europeas. El proyecto surgió de un grupo de estudio sobre "valores y cambio social en Europa" iniciado por Jan Kerkhofs y Ruud de Moor (Universidad Católica en Tilburg). McCormick (2010) ha denominado "europeísmo" a la afirmación de que los pueblos de Europa tienen un conjunto distintivo de normas y valores políticos, económicos y sociales que están reemplazando gradualmente a los valores nacionales.
Los "valores europeos" fueron contrastados con los valores no europeos en las relaciones internacionales, especialmente en la dicotomía Este-Oeste, los "valores europeos" abarcaban el individualismo y la idea de los derechos humanos en contraste con las tendencias orientales del colectivismo. Sin embargo, los "valores europeos" también fueron vistos críticamente, su lado "más oscuro" no necesariamente conduce a resultados más pacíficos en las relaciones internacionales.
La asociación de los "valores europeos" con la  integración europea perseguida por la Unión Europea se destacó con la ampliación oriental de la UE a raíz de la Guerra Fría.
El Tratado de Lisboa (2007) en el artículo 2 enumera una serie de "valores de la Unión", incluidos "el respeto a la libertad, la democracia, la igualdad, el imperio de la ley y el respeto de los  derechos humanos, incluidos los derechos de las personas pertenecientes a minorías", invocando "una sociedad en la que prevalecen el pluralismo, la no discriminación, la tolerancia, la justicia, la solidaridad y la igualdad entre mujeres y hombres".
La encuesta Eurobarómetro de 2012 informó que el 49% de los encuestados describió a los Estados miembros de la UE como "cercanos" en términos de "valores compartidos" (frente al 54% en 2008), el 42% los describió como "diferentes" (frente al 34% en 2008).

## Factores de identidad
Ha sido durante mucho tiempo una cuestión de debates saber si este sentimiento de pertenencia era compartido por la mayoría de los europeos, geográficamente hablando, y la fuerza de este sentimiento. 
También hay discusiones sobre la cuestión de los factores objetivos o "europeidad". Un enfoque subraya cómo, para ser europea, una persona al menos tendría que: 
- ser ciudadano de un estado, ubicado por estipulación, estar geográficamente dentro de Europa;
- hablar un idioma que sea aceptado oficialmente como uno de los idiomas oficiales de ese estado;
- compartir un destino histórico con otras personas, dentro de ese estado, hablando el idioma antes mencionado;
- compartir un patrón cultural con otras personas, donde se considera que el patrón cultural consiste en elementos cognitivos, evaluativos y emocionales similares".

Por lo general, cuatro pasos se consideran condiciones en la construcción de la identidad cultural y política: 
- El reconocimiento de un "yo" distinto de los demás, "ellos".
- El reconocimiento de que este "yo", esta "identificación" está en oposición a "ellos". Para que una identidad prospere debe haber un desafío, una ventaja competitiva o conflictos de intereses.
- El establecimiento de una identidad política separada implica una simplificación cognitiva del mundo, donde la mayoría de los eventos se interpretan en categorías duales como "europeo" versus "no europeo".
- El establecimiento de objetivos comunes esperados y deseados. Dichos objetivos pueden elaborarse como sistemas o modelos utópicos, como las concepciones federalista y confederalista de un nuevo orden europeo, o como soluciones de trabajo parciales para necesidades sentidas pragmáticamente, como las postuladas por los neofuncionalistas.

Uno de los objetivos políticos claramente establecidos de la Unión Europea es la profundización del sentimiento de identidad europea.

## Identidad cultural y lingüística
La definición de una identidad europea es un proceso muy complejo. Desde afuera, la "europeidad" sería algo para un chino o un estadounidense, pero en el plano interno la geografía no es suficiente para definir a Europa a los ojos de los europeos. Según Jean-Baptiste Duroselle, "ha habido, como los hombres piensan, una inmensa variedad de Europa". Paul Valéry cita tres herencias principales para definir la identidad europea: la democracia griega, la ley romana y la tradición judeocristiana. Sin embargo, Emmanuel Berl critica esta tesis como reductiva, ya que supone un nivel de "europeidad", disminuyendo de oeste a este. Según él, Europa está cambiando de forma, y ninguna cultura históricamente prevalece sobre otra, y el Islam europeo, que afecta a alrededor del 8% de la población, es uno de los muchos lados de la identidad europea. 

### Encuestas del Eurobarómetro sobre identidad
Las encuestas del Eurobarómetro muestran que las identidades europeas y nacionales tienden a agregarse en lugar de descartarse. En 2009, 3 franceses de cada 5 se sentían franceses y europeos, un sentimiento que dominaba en todos los grupos sociopolíticos, excepto los partidarios del Frente Nacional. Sin embargo, esta tendencia no es geográficamente homogénea: El 63% de los británicos favoreció su nacionalidad única (que ha sido una de las principales explicaciones del voto al Brexit), frente al 27% luxemburgués. Durante estas encuestas, se pregunta a los encuestados qué nociones asocian espontáneamente con la UE. La democracia, los derechos humanos, la libertad de movimiento y el euro son los más citados. Hay divergencias entre generaciones: quienes conocieron la guerra directamente o por medio de las narraciones de sus padres mencionan la paz, mientras que los más jóvenes evocan la economía de mercado. La idea de que la identidad se construye a través de la oposición a otros grupos también se confirma, ya que el 60% de los europeos afirma que prefiere o está totalmente de acuerdo con la idea de que "en comparación con otros continentes, es claramente más fácil ver lo que los europeos tienen en común en términos de valores".

### Diversidad lingüística
Cinco idiomas tienen más de 50 millones de hablantes nativos en Europa: alemán, francés, italiano, español e inglés. Unos 200 millones de hablantes de inglés como segundo idioma. No hay una cuenta final de todos los idiomas europeos, pero las instituciones comunitarias reconocen a 24 idiomas como las oficiales de la Unión Europea. Para algunos, la diversidad lingüística es constitutiva de la identidad europea.

## En la cultura popular
Los aspectos de una "identidad europea" emergente en la cultura popular pueden verse en la introducción de competiciones "paneuropeas" como el Festival de la Canción de Eurovisión (desde 1956), el Campeonato de Europa de la UEFA (desde 1958) o, más recientemente, los Juegos Europeos (2015). En estas competiciones, todavía son equipos o representantes de las naciones individuales de Europa los que compiten entre sí, pero se puede argumentar que una "identidad europea" surge de la definición de los participantes "europeos" (a menudo poco definidos, por ejemplo, incluyendo Marruecos, Israel y Australia en el caso del Festival de Eurovisión), y la aparición de "ritos culturales" asociados con estos eventos. En los años 1990 y 2000, la participación en el Festival de la Canción de Eurovisión fue percibida en cierta medida como una confirmación políticamente significativa de la nacionalidad y de "pertenecer a Europa" por las entonces independientes naciones de Europa del Este.
Los eventos paneuropeos no organizados según las líneas nacionales incluyen los Premios del Cine Europeo, presentados anualmente desde 1988 por la Academia de Cine Europeo para reconocer la excelencia en los logros cinematográficos europeos. Los premios se otorgan en más de diez categorías, de las cuales la más importante es la película del año. Están restringidos al cine europeo y a los productores, directores y actores europeos.
La competición de golf Ryder Cup es un evento bienal, originalmente entre un equipo británico y otro estadounidense, pero desde 1979 admite jugadores europeos continentales para formar un "Equipo de Europa". La bandera de Europa se usó para representar al "Equipo de Europa" desde 1991, pero según los informes, la mayoría de los participantes europeos prefirieron usar sus propias banderas nacionales. También ha habido intentos de utilizar la cultura popular para la propagación de la "identificación con la UE" en nombre de la propia UE. Estos intentos han demostrado ser controvertidos. En 1997, la Comisión Europea distribuyó una tira cómica titulada The Raspberry Ice Cream War, dirigida a niños en las escuelas. La oficina de la UE en Londres se negó a distribuir esto en el Reino Unido, debido a una recepción poco comprensiva esperada para tales puntos de vista. El  Capitán Euro, una mascota de superhéroes de dibujos animados de Europa, fue desarrollado en la década de 1990 por el estratega de marca Nicolas De Santis para apoyar el lanzamiento de la moneda Euro. En 2014, el grupo de expertos en branding de Londres, Gold Mercury International, lanzó el Centro Brand EU, con el propósito de resolver la crisis de identidad de Europa y crear una marca fuerte en Europa. Ha habido propuestas para crear un equipo olímpico europeo, que rompería con la organización existente a través de los Comités Olímpicos Nacionales. En 2007, el presidente de la Comisión Europea, Romano Prodi, sugirió que los equipos de la UE deberían llevar la bandera de la UE, junto con la bandera nacional, en los Juegos Olímpicos de Pekín 2008, una propuesta que enfureció a los euroescépticos. Según las encuestas del Eurobarómetro, solo el 5% de los encuestados piensa que un equipo olímpico europeo los haría sentir más como un "ciudadano europeo".

## Acciones institucionales para promover la identidad europea
Las instituciones europeas hicieron varios intentos concretos para reforzar dos cosas: los contenidos de identidad (¿qué es Europa en la mente de las personas?) y la formación de identidad (¿qué hace que las personas se sientan europeas?. La extensión de nombre de dominio .eu se introdujo en 2005 como un nuevo símbolo de identidad de la Unión Europea en la World Wide Web. La campaña de presentación del dominio .eu utiliza específicamente el lema "Su Identidad Europea". Los solicitantes de registro deben estar ubicados dentro de la Unión Europea. 

### Políticas directas
En el plan cultural, la Unión Europea comenzó una política en los años 70 con la directiva "Televisión sin fronteras", que permitía el libre comercio de programas de televisión y garantizaba más de la mitad del tiempo de emisión a las óperas europeas. El programa Cultura financia otras actividades culturales para fortalecer la identidad común europea. La Unión Europea también apostó por los símbolos: la bandera, el himno ("Oda a la Alegría" del movimiento final de la 9.ª Sinfonía de Beethoven), el lema "In varietate concordia", el Día de Europa. Se organizan grandes eventos unificadores culturales, como los días del patrimonio europeo o la elección de la Capital de la Cultura. La movilidad juvenil se ha fomentado desde el lanzamiento del Programa Erasmus en 1987, que ha permitido a los estudiantes ir a 33 países europeos. 
El desafío de la comunicación, hacer que el proyecto europeo sea más comprensible para los 500 millones de ciudadanos, en 24 idiomas, también se ha abordado: en 2004, el primer Vicepresidente de la Comisión tenía la cartera de Estrategia de Comunicación. Los valores comunes se reafirman a través de la acción judicial del Tribunal Europeo de Derechos Humanos. Vinculado a esto, la Unión Europea financia muchas encuestas (como el Eurobarómetro) y estudios científicos, para mejorar sus políticas de construcción de identidad. Una colección de tales estudios es, por ejemplo, El desarrollo de la identidad/identidades europeas: Asuntos pendientes.

## Los límites de la identidad europea
Como toda identidad sociológica, la identidad europea no está tan definida por sus contenidos como por sus límites. Hoy hay acalorados debates políticos sobre si se permite o no la entrada de inmigrantes a Europa, según qué criterios. El debate también trata sobre si integrar o asimilar a las personas que vienen de culturas muy diferentes, y cómo hacerlo. Muchos políticos nacionalistas y de derecha europeos ahora defienden una visión de la identidad europea (a menudo vista como blanca y cristiana) como una ciudadela amenazada por la inmigración, y por lo tanto necesitan ser defendidas por políticas más duras sobre este asunto. Un nuevo movimiento de extrema derecha incluso se bautizó a los Identitarios. Sus adversarios a menudo dicen que esta visión de Europa es racista, y que excluye simbólicamente a las personas que ya son europeas por ley, mas no por raza o etnia. 
Las definiciones geográficas de Europa ya no parecen ser objeto de discusión, pero la cuestión de una identidad europea surge con respecto a países que también son geográficamente parte de Asia, como Rusia o Turquía. La pregunta también surge cuando se trata de territorios europeos fuera de Europa (geográfica), como los departamentos franceses de ultramar. Los guyaneses franceses, por ejemplo, son ciudadanos europeos a pesar de que nacen y viven en América del Sur.

## Crítica
El riesgo, al definir una identidad europea, es acercarse a otras culturas que no corresponderían a criterios predefinidos. Para enfrentar esta dificultad, la vaguedad es necesaria: el Tratado de Lisboa menciona, por ejemplo, "herencia cultural, religiosa y humanista". Además, sería ilusorio imponer un principio de homogeneidad cultural a los estados con diversas identidades nacionales. Jean-Marc Ferry considera que la construcción europea desarrolló una nueva diferenciación, entre ciudadanía y nacionalidad, por ejemplo, con el nacimiento de la ciudadanía postnacional en 1992. Según Raymond Aron, la construcción puede ser anterior al sentimiento europeo, pero lo último es esencial para evitar una Europa ficticia, una Europa que solo sería una palabra sin sentido en la que la gente no se reconoce a sí misma. Esta idea está respaldada por Jacques Delors en 1992, quien escribe que es necesario "dar a Europa un alma, (...) una espiritualidad, un significado" más allá de las simples realidades económicas y administrativas.

### En inglés
- Dedman, Martin. The origins and development of the European Union 1945-1995: a history of European integration (Routledge, 2006).
- De Vries, Catherine E. "Don't Mention the War! Second World War Remembrance and Support for European Cooperation." JCMS: Journal of Common Market Studies (2019).
- Dinan, Desmond. Europe recast: a history of European Union (2.ª ed. Palgrave Macmillan), 2004 extracto.
- Gregorini, Giovanni. "A Value to Labour. The ILO and the Process of European Economic Integration During the 1950s." Journal of European Economic History 46.3 (2017): 51-91.
- Heuser,  Beatrice. Brexit in History: Sovereignty or a European Union? (2019) véase en línea
- Kaiser, Wolfram, and Antonio Varsori, eds. European Union history: themes and debates (Springer, 2010).
- Patel, Kiran Klaus, and Wolfram Kaiser. "Continuity and change in European cooperation during the twentieth century." Contemporary European History 27.2 (2018): 165-182. en línea

- Datos: Q1294864